# Bí Ẩn Alfred
Bí Ẩn Alfred (tiếng Anh: The Mysteries of Alfred Hedgehog, tiếng Pháp: Les Mystères d'Alfred) là bộ phim hoạt hình được phát sóng trên một số mạng truyền hình và truyền hình cáp trên khắp thế giới. Các nhân vật của bộ phim này chủ yếu bao gồm các loài động vật rừng được nhân cách hóa như gấu trúc, nai sừng tấm và chuột đồng. Bộ phim kể về ba nhân vật được nhân cách hóa ở lứa tuổi thanh thiếu niên - Alfred Hedgehog, Camille Wallaby và Milo Skunk, khi họ giải quyết những bí ẩn ở Gnarly Woods.

## Nhân vật
- Alfred Hedgehog (do Carolina Bartczak lồng tiếng).
- Lily Hedgehog (do Gracie Orr lồng tiếng).
- Bà Hedgehog (do Claudia Besso lồng tiếng).
- Ông Hedgehog là cha của Alfred và Lily Hedgehog.
- Camille Wallaby (do Emma Taylor-Isherwood lồng tiếng).
- Milo Skunk (do Angela Galuppo lồng tiếng).
- Madeline Wallaby là em gái của Camille.
- Bà Wallaby
- Cynthia Payne (lồng tiếng bởi Lisa Norton).
- Bà Payne (do Linda Ballantyne lồng tiếng) là mẹ của Cynthia.
- Louise (do Sara Camacho lồng tiếng).
- Gabby là một trong những anh em họ của Cynthia.
- Tina là một trong những người em họ của Cynthia.
- Ông Russard (do Terrence Scammell lồng tiếng).
- Chàng Cáo và nàng Cáo
- Ông Remy
- Edgar Remy là con trai của ông Remy.
- Mole Girl là chị gái của Edgar Remy.

- Rudy Gopher là người gác cổng của Học viện Gnarly Woods.
- Tiến sĩ Anna (do Kim Handysides lồng tiếng).
- Helmut
- Grizz Kodiak
- Ông Thomas (do Kwasi Songui lồng tiếng).
- Thanh tra Y tế (do Arthur Holden lồng tiếng).
- Chloe
- Jonathan "JJ" Raccoon
- Lugubrious (do Jerome Bourgault lồng tiếng).
- Minnie
- Oakley
- Victor
- Winston
- Withers
- Pháp sư Barney
- Clara
- Madam Coleen Radley

- Polly Porcupine
- Razzy
- Ricardo Rabbit (do Tod Fennell lồng tiếng).
- Tom

## Chiếu tại Việt Nam
Tại Việt Nam, phim cũng được chiếu trên kênh SAM - BTV11.